# Пейдж, Роб
Ро́берт Джон Пе́йдж (англ. Robert John Page; род. 3 сентября 1974, Ллуинипиа, Мид-Гламорган) — валлийский футболист и тренер, главный тренер сборной Уэльса по футболу. В течение 18-летней карьеры в Премьер-лиге и Английской футбольной лиге сыграл 550 матчей за 6 команд. С 1996 по 2005 год провёл 41 матч за сборную Уэльса по футболу.
Начал карьеру на позиции защитника за клуб «Уотфорд», был капитаном команды и победил во Втором дивизионе Футбольной лиги сезона 1997/98 и плей-офф Первого дивизиона Футбольной лиги в 1999 году. В сезоне 1999/2000 был признан игроком сезона в Английской Премьер-лиге. В сентябре 2001 года перешёл в клуб «Шеффилд Юнайтед» за £350 000 фунтов и помог команде победить в плей-офф Первого дивизиона в 2003 году, дойти до полуфинала Кубка Англии и Кубка Лиги.
Работал и. о. главного тренера «Порт Вейл» на протяжении трёх лет, в мае 2016 года подписал контракт с «Нортгемптон Таун» и был отправлен в отставку в январе 2017 года. В марте был назначен главным тренером сборной Уэльса (до 21 года), позже стал ассистентом Райана Гиггза во взрослой команде. В ноябре 2020 года после отстранения Гиггза от должности был назначен исполняющим обязанности и одержал две победы в Лиге наций УЕФА и добился повышения команды в Дивизион A. Руководил командой на Евро-2020 и вывел Уэльс на ЧМ-2022 впервые с 1958 года.

## Достижения
«Уотфорд»
- Второй дивизион Футбольной лиги: 1997/98
- Первый дивизион Футбольной лиги: 1999

Личные
- Игрок сезона ФК «Уотфорд»[англ.]: 1999/2000